# Новосілка (Голованівський район)
Новосі́лка — село в Голованівській громаді Голованівського району Кіровоградської області України. Населення становить 575 осіб.

## Населення
Згідно з переписом УРСР 1989 року чисельність наявного населення села становила 571 особа, з яких 248 чоловіків та 323 жінки.
За переписом населення України 2001 року в селі мешкало 575 осіб.

### Мова
Розподіл населення за рідною мовою за даними перепису 2001 року:
| Мова       | Відсоток |
| ---------- | -------- |
| українська | 98,43 %  |
| молдовська | 1,04 %   |
| російська  | 0,35 %   |